# Rebel Ridge
A Rebel Ridge 2024-ben bemutatott amerikai akcióthriller, amelyet Jeremy Saulnier írt és rendezett. A főbb szerepekben Aaron Pierre, Don Johnson, AnnaSophia Robb, David Denman és Emory Cohen látható.
Amerikában és Magyarországon 2024. szeptember 6-án mutatták be a Netflix.

## Cselekmény
Terry Richmond tengerészgyalogos veterán Shelby Springsbe érkezik, hogy óvadékot fizessen az ő Mike Simmons nevű unokatestvéréért. Közös munkájukhoz vásárol egy pickup teherautót, azonban Evan Marston és Steve Lann rendőrök elgázolják Mike-ot, majd 36 000 dollár készpénzét polgári lefoglalás keretében elkobozzák.
Amikor Elliot bírósági hivatalnok nem hajlandó segíteni, egy másik alkalmazott, Summer McBride felajánlja, hogy elkészíti a papírokat arra az esetre, ha Terry még csütörtök előtt ki tudná fizetni Mike 10 000 dolláros óvadékát — különben Mike-ot állami börtönbe szállítanák, ahol veszély fenyegetné, mivel tanúskodott egy gengszter ellen. Terry felhívja korábbi üzlettársát, Liut, aki beleegyezik, hogy biztosítja a szükséges pénzt.
A rendőrkapitányságon Terry megpróbálja bejelenteni, hogy ellopták a pénzét Jessica Sims rendőrnőnek, de szembekerül Lann-nel és Sandy Burnne rendőrfőnökkel. Terry alkut ajánl: hajlandó elállni a feljelentéstől, ha visszaadják legalább 10 000 dollárját, és Burnne megígéri, hétfőn rendezi az ügyet. Eközben Summer felfedezi, hogy több tucat szabálysértési vádlott — köztük Mike is — pontosan 90 napig ül előzetes letartóztatásban, ami rendszerszintű visszaélésre utal.
Hétfőn Terry megérkezik a rendőrségre, de Burnne elintézi, hogy a börtönbusz korábban induljon el. Terry biciklivel utánaered, és megkéri Mike-ot, maradjon életben, amíg ki nem tudja váltani. Közben Liu már nem tud pénzt küldeni, mert a rendőrség — Burnne utasítására — razziát tartott az éttermében. Terry visszatér a kapitányságra, ahol Burnne gúnyolódik vele. Mivel Terry közelharc-specialista, legyőzi Lann-t és Burnne-t, majd Simst arra kényszeríti, adja oda a pénzt, és segítsen neki elmenekülni. Summer segítségével kifizeti az óvadékot, de a bíróságon elfogják.
Marston és Burnne kórházba viszik Terryt, ahol Burnne elárulja, hogy Mike-ot leszúrták, miután megérkezett a börtönbe. Burnne 26 000 dollárt, a teherautót, amit Terry venni akart, valamint a vádak elengedését kínálja cserébe, ha Terry elhagyja a várost. Terry elfogadja az alkut, de Mike meghalt. Summer elviszi őt az új teherautójához, de Terry elutasítja, hogy segítsen neki kivizsgálni a gyanús eseteket.
Aznap éjjel Summer-t bedrogozzák a rendőrök, ő pedig felhívja Terryt, aki visszatér segíteni. A munkahelyén vizeletvizsgálatra kényszerítik, ami veszélybe sodorja gyermeke felügyeleti jogát. Miközben Terry elhagyja a várost, Lann leinti őt, majd egy fegyvert dob a teherautójába, hogy ürügyet teremtsen a lövöldözéshez, és vállon lövi Terryt. Terry elmenekül, és Summerrel együtt újra találkozik Liu éttermében, ahol Liu — aki a koreai háború idején kínai katonaorvos volt — ellátja a sebeit.
Summer és Terry kihallgatják Elliotot és a város bíróját, akik felfedik, hogy a város egy korábbi peres egyezséget követően bevezetett átláthatósági szabályokat próbált meg kijátszani. Ennek érdekében embereket tartanak fogva kihágások miatt, közben pedig nem biztosítanak számukra kirendelt védőt, így nem tudják kikérni a testkamerás felvételeket, amelyek 90 nap után automatikusan törlődnek. Terry és Summer betörnek a bíróság alagsorába, és megszerzik az SD kártyákat, mielőtt a rendőrök felbukkannak és tüzet gyújtanak. Terrynek sikerül elmenekülnie, de Summert elfogják, miközben megpróbálja megsemmisíteni a vizeletmintáját.
Terry és Lann megállapodnak egy cseréről: Summert az SD-kártyákért napkeltekor. Míg Lann és egy rendőri egység a Rebel Ridge nevű helyen várakozik, Terry betör a rendőrségre a teherautóval, és ártalmatlanítja Burnne-t. Ezután megpróbálja beszervezni Simst, akit Summer informátorának, „Serpicónak” gondol, de Sims helyette letartóztatja, miközben a többi rendőr visszatér. Lann megsemmisíti az SD-kártyákat, és közli, hogy Summert bedrogozták, és túladagolás fenyegeti. Marston tiltakozik — és felfedi, hogy ő az igazi Serpico —, mire Burnne combon lövi, de Terry legyőzi a rá támadó rendőröket, köztük Lannt is.
Marston megkéri Terryt, kapcsolja be a rendőrautó szirénáját, ezzel elmentve az utolsó három percnyi testkamerás felvételt, és közben elmagyarázza, hogyan kell beadni narcant Summernek. Hárman elmenekülnek a rendőrautóval, a rendőrség üldözésével a nyomukban. Sims parancsot kap, hogy PIT-manőverrel állítsa meg őket, de helyette Burnne járművét ütközteti meg, és letartóztatja őt. A többi rendőr ezután a kórházhoz kíséri őket, és jelentik, hogy az állami rendőrség már úton van. Marstont és Summert felveszik a kórházba, míg Terry ott marad, kezében az önmagukat leleplező testkamerás bizonyítékokkal.

## Szereplők
| Szerep                   | Színész         | Magyar hang      |
| ------------------------ | --------------- | ---------------- |
| Terry Richmond           | Aaron Pierre    | Orosz Ákos       |
| Sandy Burnne             | Don Johnson     | Kőszegi Ákos     |
| Summer McBride           | AnnaSophia Robb | Csuha Borbála    |
| Evan Marston rendőrtiszt | David Denman    | Schneider Zoltán |
| Steve Lann rendőrtiszt   | Emory Cohen     | Papp Dániel      |
| Elliot                   | Steve Zissis    | Király Attila    |
| Jessica Sims rendőrtiszt | Zsané Jhé       | Kokas Piroska    |
| Mr. Liu                  | Dana Lee        | Borbiczki Ferenc |
| Reginald W. Logston bíró | James Cromwell  | Fodor Tamás      |
| Mike Simmons             | CJ LeBlanc      | Gacsal Ádám      |

### Magyar változat
- Magyar szöveg: Jeszenszky Márton
- Hangmérnök: Salgai Róbert
- Vágó: László László
- Gyártásvezető: Kablay Luca
- Szinkronrendező: Molnár Ilona
- Produkciós vezető: Felföldi Anna

A szinkront az Iyuno Hungary készítette el.

## A film készítése
2019 novemberében John Boyega csatlakozott a filmhez főszereplőként, a forgatókönyvet Jeremy Saulnier írta és ő is rendezte a filmet. 2020 februárjában Don Johnson, Erin Doherty, James Badge Dale, Zsané Jhé és James Cromwell kerültek be a szereplőgárdába. 2021 áprilisában AnnaSophia Robb és Emory Cohen is csatlakoztak, Robb pedig Erin Doherty helyére lépett.
A forgatást eredetileg 2020 áprilisában kezdték volna meg, de a koronavírus-világjárvány miatt elhalasztották. A forgatás végül 2021. május 3-án kezdődött meg Louisianában. 2021 júniusában John Boyega "családi okokra" hivatkozva kilépett a projektből a forgatás közben. Ennek következtében a munkálatok szüneteltek, amíg helyettesítőt nem találtak. Később olyan hírek láttak napvilágot, hogy Boyega állítólag több okból hagyta el a projektet, például a forgatókönyvvel és a szálláskörülményekkel való elégedetlensége miatt, azonban Boyega ezeket a vádakat tagadta. Októberben Aaron Pierre váltotta Boyegát. 2022 áprilisában David Denman csatlakozott a szereplőgárdához James Badge Dale helyére, mielőtt a forgatás 2022. április 25-én újraindult volna. A forgatás 2022. július 24-én ért véget. 2024 márciusában Saulnier elmondta, hogy a film az utómunkálatok végső szakaszában jár.